# Sella di Vinchiaturo
Sella di Vinchiaturo este o arie protejată (arie specială de conservare — SAC, sit de importanță comunitară — SCI, arie de protecție specială avifaunistică — SPA) din Italia întinsă pe o suprafață de 978 ha, integral pe uscat.

## Localizare
Centrul sitului Sella di Vinchiaturo este situat la coordonatele 41°27′10″N 14°35′34″E / 41.452778°N 14.592778°E.

## Înființare
Situl Sella di Vinchiaturo a fost declarat sit de importanță comunitară în septembrie 1995 pentru a proteja 22 de specii de animale. Alte tipuri de protecție:
- arie de protecție specială avifaunistică (în aprilie 2005)
- arie specială de conservare (în martie 2017)[2][3][4]

## Biodiversitate
Situată în ecoregiunea mediteraneană, aria protejată conține 2 habitate naturale: Pajiști uscate seminaturale și facies de acoperire cu tufișuri pe substraturi calcaroase (Festuco-Brometalia) (* situri importante pentru orhidee), Păduri panonice-balcanice de stejar turcesc - stejar sesil.
La baza desemnării sitului se află mai multe specii protejate:
- păsări (19): fâsă-de-câmp (Anthus campestris), barză albă (Ciconia ciconia), erete de stuf (Circus aeruginosus), erete vânăt (Circus cyaneus), erete cenușiu (Circus pygargus), presură de grădină (Emberiza hortulana), Falco biarmicus, șoim de iarnă (Falco columbarius), șoim călător (Falco peregrinus), șoimul rândunelelor (Falco subbuteo), muscar-gulerat (Ficedula albicollis), sfrâncioc roșiatic (Lanius collurio), sfrânciocul cu frunte neagră (Lanius minor), ciocârlie de pădure (Lullula arborea), gaia neagră (Milvus migrans), gaia roșie (Milvus milvus), viespar (Pernis apivorus), țigănuș (Plegadis falcinellus), fluierar de mlaștină (Tringa glareola)
- amfibieni (2): Bombina pachypus, Salamandrina terdigitata
- mamifere (1): lupul (Canis lupus)

Pe lângă speciile protejate, pe teritoriul sitului au mai fost identificate 4 specii de plante, 1 specie de amfibieni.